# Beta perpetuo
El estado de beta perpetuo (en inglés: perpetual beta), también denominado beta perpetua, es el mantenimiento de software o de un sistema en la etapa de desarrollo beta durante un período de tiempo prolongado o indefinido. A menudo se emplea cuando los desarrolladores van lanzando continuamente nuevas funcionalidades que puede que no se lleguen a someter a tests. No es recomendable el software en beta perpetuo en sistemas de seguridad crítica. Sin embargo, en muchos entornos se considera que este enfoque es mucho más rápido y ágil para el desarrollo, la puesta a disposición y el despliegue. 
También se ha denominado como el principio del plátano:

Si compra plátanos o aguacates antes de que estén maduros, no quedará ninguno para cuando estén maduros. Pero si los compra maduros, se echarán a perder antes de que se coman.

## Definición
El beta perpetuo se ha asociado con el desarrollo y lanzamiento de un servicio en el que las actualizaciones continuas son la base de su usabilidad. Según el editor y defensor del código abierto Tim O'Reilly,

Se debe tratar a los usuarios como codesarrolladores, en un reflejo de las prácticas de desarrollo de código abierto (aun si el software en cuestión es poco probable que se publique bajo una licencia de código abierto. ) El lema del código abierto, «lánzalo pronto, lánzalo a menudo», de hecho, se ha transformado en una postura aún más radical, «el beta perpetuo», en la que el producto se desarrolla en abierto y se incorporan nuevas funcionalidades cada mes, cada semana o incluso cada día. No es casualidad que se espere que servicios tales como Gmail, Google Maps, Flickr, del.icio.us y similares lleven un logotipo 'Beta' durante años y a la vez.
Users must be treated as co-developers, in a reflection of open source development practices (even if the software in question is unlikely to be released under an open source license.) The open source dictum, 'release early and release often', in fact has morphed into an even more radical position, 'the perpetual beta', in which the product is developed in the open, with new features slipstreamed in on a monthly, weekly, or even daily basis. It's no accident that services such as Gmail, Google Maps, Flickr, del.icio.us, and the like may be expected to bear a 'Beta' logo for years at a time.

En el contexto más amplio de lo que define la Web 2.0, O'Reilly describió el concepto de beta perpetua como parte de un entorno de Internet personalizado con las siguientes aplicaciones como características distintivas:
- Servicios, no software empaquetado, con una escalabilidad rentable
- Control sobre fuentes de datos únicas y difíciles de recrear que se enriquecen a medida que más personas las usan
- Confiar en los usuarios como si fueran codesarrolladores
- Uso de la inteligencia colectiva
- Uso de la larga cola a través del autoservicio del cliente
- Software por encima del nivel de un solo dispositivo
- Interfaces de usuario, modelos de desarrollo y modelos comerciales ligeros.[8]

## Variaciones
En la etapa inicial del agregador de noticias en español Menéame, su equipo de desarrollo decidió hacer un guiño al «beta» que adornaba muchos de los principales sitios web, pero cambiándolo por «peta», una forma coloquial en España de decir «está estropeado», y que también reutilizó Menéame para su página de error 404 («Menéame peta, te habíamos avisado»).